# Hazydecay
HAZYDECAY je olomoucká kapela hrající moderní metal s melodickým zpěvem. Kapela existuje od roku 1996, sestava se však ustálila až v roce 2000.

## Diskografie

### Studiová alba
- 1997 The Prey (demo)
- 1998 Hazyhead's Songs (CD)
- 2000 LoveBombs (CD)
- 2002 Confront My Soul (CD singl)
- 2003 Phaentaestyk Tray (CD singl)
- 2004 Jewelz Of Concrete (CD)
- 2006 Your Closest F.r.iend (CD)
- 2008 Breaking The Fortress/Smash (CD singl)
- 2009 Inochi (CD)
- 2016 You Are Number Two (CD singl)

### Hudební videoklipy
- 2004 Angelz In Da House[1]
- 2005 Jewelz Of Concrete[2]
- 2006 To All Who Survive[3]
- 2007 Wings For Stars (Unplugged In Jazz Tibet Club)[4]
- 2008 Cum2Nite (Zewl With Hazydecay)[5]
- 2009 Breaking The Fortress[6]
- 2010 Night Animal[7]
- 2011 Watching Me[8]
- 2012 Battle Of Love[9]

### DVD
- 2007 DVD HAZYDECAY/Live in AMC